# Tour Alsace 2022
La 19e édition du Tour Alsace a lieu du 27 au 31 juillet 2022. La course fait partie du calendrier UCI masculin en catégorie 2.2.

## Parcours
Le parcours est, comme à son habitude, très vallonné. 

## Équipes
| ProTeam- Equipo Kern Pharma Équipes continentales (15)- Groupama-FDJ Continental - Hagens Berman Axeon - Uno-X DARE Development Team - Trinity Racing - Jumbo-Visma Development Team - Team BridgeLane - Development Team DSM - Tudor Pro Cycling - Leopard Pro Cycling - Vorarlberg - Tirol-KTM Cycling Team - Astana Qazaqstan Development Team - Team U Nantes Atlantique - Premier Tech U23 Cycling Project - EF Education-Nippo Development Équipes de cyclo-cross (2)- Pauwels Sauzen-Bingoal - Cross Team Legendre Équipes nationales (2)- France - Allemagne Équipes régionales et de clubs (4)- Lotto-Soudal Development - Vendée U Pays de la Loire - Club Cycliste d'Étupes - AVC Aix-en-Provence |
| |

## Étapes
| Étape     | Date      | Villes étapes                      | type                         | Distance (km) | Vainqueur d'étape        | Leader du classement général |
| --------- | --------- | ---------------------------------- | ---------------------------- | ------------- | ------------------------ | ---------------------------- |
| 1re étape | 27 juill. | Sausheim – Sausheim                | contre-la-montre par équipes | 4,3           | Lotto-Soudal Development | Ramses Debruyne              |
| 2e étape  | 28 juill. | Europa-Park – Scherwiller          | étape vallonnée              | 160,2         | Roland Thalmann          | Roland Thalmann              |
| 3e étape  | 29 juill. | Vesoul – Planche des Belles Filles | étape vallonnée              | 144,3         | Finlay Pickering         |                              |
| 4e étape  | 30 juill. | Kembs – Altkirch                   | étape vallonnée              | 170,9         | Arthur Kluckers          |                              |
| 5e étape  | 31 juill. | Mulhouse – Berrwiller              | étape vallonnée              | 158,7         | Samuel Watson            |                              |

## Déroulement de la course

### 1reétape
| \| Classement de l'étape \| Classement de l'étape \| Classement de l'étape \| Classement de l'étape \| Classement de l'étape \| \| Coureur \| Coureur \| Pays \| Équipe \| Temps \| \| --------------------- \| --------------------- \| --------------------- \| -------------------------------- \| --------------------- \| \| 1er \| Ramses Debruyne \| Belgique \| Lotto-Soudal Development \| 5 h 01 min 58 s \| \| 1er \| Gianluca Pollefliet \| Belgique \| Lotto-Soudal Development \| 5 h 01 min 58 s \| \| 1er \| Alec Segaert \| Belgique \| Lotto-Soudal Development \| 5 h 01 min 58 s \| \| 2e \| Romain Grégoire \| France \| Équipe continentale Groupama-FDJ \| + 40 s \| \| 2e \| Laurence Pithie \| Nouvelle-Zélande \| Équipe continentale Groupama-FDJ \| + 40 s \| \| 2e \| Samuel Watson \| Royaume-Uni \| Équipe continentale Groupama-FDJ \| + 40 s \| |                     |                  |                                  |                 |
| |                     |                  |                                  |                 |
| |                     |                  |                                  |                 |
| Classement de l'étape |                     |                  |                                  |                 |
| Coureur | Coureur             | Pays             | Équipe                           | Temps           |
| 1er | Ramses Debruyne     | Belgique         | Lotto-Soudal Development         | 5 h 01 min 58 s |
| 1er | Gianluca Pollefliet | Belgique         | Lotto-Soudal Development         | 5 h 01 min 58 s |
| 1er | Alec Segaert        | Belgique         | Lotto-Soudal Development         | 5 h 01 min 58 s |
| 2e | Romain Grégoire     | France           | Équipe continentale Groupama-FDJ | + 40 s          |
| 2e | Laurence Pithie     | Nouvelle-Zélande | Équipe continentale Groupama-FDJ | + 40 s          |
| 2e | Samuel Watson       | Royaume-Uni      | Équipe continentale Groupama-FDJ | + 40 s          |

| \| Classement général \| Classement général \| Classement général \| Classement général \| Classement général \| \| Coureur \| Coureur \| Pays \| Équipe \| Temps \| \| ------------------ \| ------------------ \| ------------------ \| ------------------ \| ------------------ \| |         |      |        |       |
| |         |      |        |       |
| |         |      |        |       |
| Classement général |         |      |        |       |
| Coureur | Coureur | Pays | Équipe | Temps |

### 2eétape
| \| Classement de l'étape \| Classement de l'étape \| Classement de l'étape \| Classement de l'étape \| Classement de l'étape \| \| Coureur \| Coureur \| Pays \| Équipe \| Temps \| \| --------------------- \| --------------------- \| --------------------- \| -------------------------------- \| --------------------- \| \| 1er \| Roland Thalmann \| Suisse \| Team Vorarlberg \| 3 h 53 min 18 s \| \| 2e \| Lennert Van Eetvelt \| Belgique \| Lotto-Soudal Development \| + 0 s \| \| 3e \| Thomas Gloag \| Royaume-Uni \| Trinity Racing \| + 0 s \| \| 4e \| Reuben Thompson \| Nouvelle-Zélande \| Équipe continentale Groupama-FDJ \| + 0 s \| \| 5e \| Finlay Pickering \| Royaume-Uni \| Équipe continentale Groupama-FDJ \| + 4 s \| |                     |                  |                                  |                 |
| |                     |                  |                                  |                 |
| |                     |                  |                                  |                 |
| Classement de l'étape |                     |                  |                                  |                 |
| Coureur | Coureur             | Pays             | Équipe                           | Temps           |
| 1er | Roland Thalmann     | Suisse           | Team Vorarlberg                  | 3 h 53 min 18 s |
| 2e | Lennert Van Eetvelt | Belgique         | Lotto-Soudal Development         | + 0 s           |
| 3e | Thomas Gloag        | Royaume-Uni      | Trinity Racing                   | + 0 s           |
| 4e | Reuben Thompson     | Nouvelle-Zélande | Équipe continentale Groupama-FDJ | + 0 s           |
| 5e | Finlay Pickering    | Royaume-Uni      | Équipe continentale Groupama-FDJ | + 4 s           |

| \| Classement général \| Classement général \| Classement général \| Classement général \| Classement général \| \| Coureur \| Coureur \| Pays \| Équipe \| Temps \| \| ------------------ \| ------------------- \| ------------------ \| -------------------------------- \| ------------------ \| \| 1er \| Roland Thalmann \| Suisse \| Team Vorarlberg \| 3 h 58 min 14 s \| \| 2e \| Thomas Gloag \| Royaume-Uni \| Trinity Racing \| + 5 s \| \| 3e \| Lennert Van Eetvelt \| Belgique \| Lotto-Soudal Development \| + 6 s \| \| 4e \| Reuben Thompson \| Nouvelle-Zélande \| Équipe continentale Groupama-FDJ \| + 18 s \| \| 5e \| Finlay Pickering \| Royaume-Uni \| Équipe continentale Groupama-FDJ \| + 22 s \| |                     |                  |                                  |                 |
| |                     |                  |                                  |                 |
| |                     |                  |                                  |                 |
| Classement général |                     |                  |                                  |                 |
| Coureur | Coureur             | Pays             | Équipe                           | Temps           |
| 1er | Roland Thalmann     | Suisse           | Team Vorarlberg                  | 3 h 58 min 14 s |
| 2e | Thomas Gloag        | Royaume-Uni      | Trinity Racing                   | + 5 s           |
| 3e | Lennert Van Eetvelt | Belgique         | Lotto-Soudal Development         | + 6 s           |
| 4e | Reuben Thompson     | Nouvelle-Zélande | Équipe continentale Groupama-FDJ | + 18 s          |
| 5e | Finlay Pickering    | Royaume-Uni      | Équipe continentale Groupama-FDJ | + 22 s          |

### 3eétape
| \| Classement de l'étape \| Classement de l'étape \| Classement de l'étape \| Classement de l'étape \| Classement de l'étape \| \| Coureur \| Coureur \| Pays \| Équipe \| Temps \| \| --------------------- \| --------------------- \| --------------------- \| --------------------- \| --------------------- \| |         |      |        |       |
| |         |      |        |       |
| |         |      |        |       |
| Classement de l'étape |         |      |        |       |
| Coureur | Coureur | Pays | Équipe | Temps |

| \| Classement général \| Classement général \| Classement général \| Classement général \| Classement général \| \| Coureur \| Coureur \| Pays \| Équipe \| Temps \| \| ------------------ \| ------------------ \| ------------------ \| ------------------ \| ------------------ \| |         |      |        |       |
| |         |      |        |       |
| |         |      |        |       |
| Classement général |         |      |        |       |
| Coureur | Coureur | Pays | Équipe | Temps |

### 4eétape
| \| Classement de l'étape \| Classement de l'étape \| Classement de l'étape \| Classement de l'étape \| Classement de l'étape \| \| Coureur \| Coureur \| Pays \| Équipe \| Temps \| \| --------------------- \| --------------------- \| --------------------- \| --------------------- \| --------------------- \| |         |      |        |       |
| |         |      |        |       |
| |         |      |        |       |
| Classement de l'étape |         |      |        |       |
| Coureur | Coureur | Pays | Équipe | Temps |

| \| Classement général \| Classement général \| Classement général \| Classement général \| Classement général \| \| Coureur \| Coureur \| Pays \| Équipe \| Temps \| \| ------------------ \| ------------------ \| ------------------ \| ------------------ \| ------------------ \| |         |      |        |       |
| |         |      |        |       |
| |         |      |        |       |
| Classement général |         |      |        |       |
| Coureur | Coureur | Pays | Équipe | Temps |

### 5eétape
| \| Classement de l'étape \| Classement de l'étape \| Classement de l'étape \| Classement de l'étape \| Classement de l'étape \| \| Coureur \| Coureur \| Pays \| Équipe \| Temps \| \| --------------------- \| --------------------- \| --------------------- \| --------------------- \| --------------------- \| |         |      |        |       |
| |         |      |        |       |
| |         |      |        |       |
| Classement de l'étape |         |      |        |       |
| Coureur | Coureur | Pays | Équipe | Temps |

## Classements finals

### Classement général final
| \| Classement général \| Classement général \| Classement général \| Classement général \| Classement général \| \| Coureur \| Coureur \| Pays \| Équipe \| Temps \| \| ------------------ \| ------------------ \| ------------------ \| ------------------ \| ------------------ \| |         |      |        |       |
| |         |      |        |       |
| |         |      |        |       |
| Classement général |         |      |        |       |
| Coureur | Coureur | Pays | Équipe | Temps |

### Points UCI
| Position           | 1er | 2e | 3e | 4e | 5e | 6e | 7e | 8e | 9e | 10e | 11e | 12e | 13e à 15e | 16e à 25e |
| Classement général | 125 | 85 | 70 | 60 | 50 | 40 | 35 | 30 | 25 | 20  | 15  | 10  | 5         | 3         |
| Par étape          | 16  | 12 | 8  | 6  | 5  | 4  | 3  | 2  |    |     |     |     |           |           |
| Leader, par étape  | 3   |    |    |    |    |    |    |    |    |     |     |     |           |           |

### Classements annexes
| Classement par points | Classement par points | Classement par points | Classement par points | Classement par points |
| Coureur               | Coureur               | Pays                  | Équipe                | Points                |
| --------------------- | --------------------- | --------------------- | --------------------- | --------------------- |

| Classement par points | Classement par points | Classement par points | Classement par points | Classement par points |
| Coureur               | Coureur               | Pays                  | Équipe                | Points                |
| --------------------- | --------------------- | --------------------- | --------------------- | --------------------- |

| Classement de la montagne | Classement de la montagne | Classement de la montagne | Classement de la montagne | Classement de la montagne |
| Coureur                   | Coureur                   | Pays                      | Équipe                    | Points                    |
| ------------------------- | ------------------------- | ------------------------- | ------------------------- | ------------------------- |

| Classement de la montagne | Classement de la montagne | Classement de la montagne | Classement de la montagne | Classement de la montagne |
| Coureur                   | Coureur                   | Pays                      | Équipe                    | Points                    |
| ------------------------- | ------------------------- | ------------------------- | ------------------------- | ------------------------- |

| Classement du meilleur jeune | Classement du meilleur jeune | Classement du meilleur jeune | Classement du meilleur jeune | Classement du meilleur jeune |
| Coureur                      | Coureur                      | Pays                         | Équipe                       | Temps                        |
| ---------------------------- | ---------------------------- | ---------------------------- | ---------------------------- | ---------------------------- |

| Classement du meilleur jeune | Classement du meilleur jeune | Classement du meilleur jeune | Classement du meilleur jeune | Classement du meilleur jeune |
| Coureur                      | Coureur                      | Pays                         | Équipe                       | Temps                        |
| ---------------------------- | ---------------------------- | ---------------------------- | ---------------------------- | ---------------------------- |

| Classement des sprints | Classement des sprints | Classement des sprints | Classement des sprints | Classement des sprints |
| Coureur                | Coureur                | Pays                   | Équipe                 | Points                 |
| ---------------------- | ---------------------- | ---------------------- | ---------------------- | ---------------------- |

| Classement des sprints | Classement des sprints | Classement des sprints | Classement des sprints | Classement des sprints |
| Coureur                | Coureur                | Pays                   | Équipe                 | Points                 |
| ---------------------- | ---------------------- | ---------------------- | ---------------------- | ---------------------- |

| Classement par points | Classement par points | Classement par points | Classement par points | Classement par points |
| --------------------- | --------------------- | --------------------- | --------------------- | --------------------- |
|                       | Coureur               | Pays                  | Équipe                | Point(s)              |
| modifier              |                       |                       |                       |                       |

| Classement par équipes | Classement par équipes | Classement par équipes | Classement par équipes |
| Équipe                 | Équipe                 | Pays                   | Temps                  |
| ---------------------- | ---------------------- | ---------------------- | ---------------------- |

| Classement par équipes | Classement par équipes | Classement par équipes | Classement par équipes |
| Équipe                 | Équipe                 | Pays                   | Temps                  |
| ---------------------- | ---------------------- | ---------------------- | ---------------------- |

## Évolution des classements
| Étape              |                              | Vainqueur _              | Classement général _ |
| ------------------ | ---------------------------- | ------------------------ | -------------------- |
| 1re étape          | contre-la-montre par équipes | Lotto-Soudal Development | Ramses Debruyne      |
| 2e étape           | étape vallonnée              | Roland Thalmann          | Roland Thalmann      |
| 3e étape           | étape vallonnée              | Finlay Pickering         | non attribué         |
| 4e étape           | étape vallonnée              | Arthur Kluckers          | non attribué         |
| 5e étape           | étape vallonnée              | Samuel Watson            | Finlay Pickering     |
| Classements finals | Classements finals           |                          | Finlay Pickering     |

## Liste des participants
| Légende                                | Légende                                                                                              | Légende                          | Légende |
| -------------------------------------- | --- | -------------------------------- | --- |
| Num                                    | Dossard de départ porté par la coureuse sur ce Tour Alsace                                           | Pos                              | Position finale au classement général                                                                           |
| Leader du classement général           | Indique la vainqueur du classement général                                                           | Leader du classement par points  | Indique la vainqueur du classement par points                                                                   |
| Leader du classement de la montagne    | Indique la vainqueur du classement de la montagne                                                    | Leader du classement des sprints | Indique la vainqueur du classement des sprints                                                                  |
| Leader du classement du meilleur jeune | Indique la vainqueur du classement de la meilleure jeune                                             |                                  | Indique un maillot de champion national ou mondial, suivi de sa spécialité                                      |
| #                                      | Indique la meilleure équipe                                                                          | NP                               | Indique une coureuse qui n'a pas pris le départ d'une étape, suivi du numéro de l'étape où elle s'est retirée   |
| AB                                     | Indique une coureuse qui n'a pas terminé une étape, suivi du numéro de l'étape où elle s'est retirée | HD                               | Indique un coureuse qui a terminé une étape hors des délais, suivi du numéro de l'étape                         |
| DSQ                                    | Indique un coureur qui a été disqualifié de la course, suivi du numéro de l'étape                    | *                                | Indique un coureuse en lice pour le classement de la meilleure jeune (coureuses nées après le 1er janvier 1997) |

| Equipo Kern Pharma EKP | Equipo Kern Pharma EKP     | Equipo Kern Pharma EKP |
| ---------------------- | -------------------------- | ---------------------- |
| Num                    | Coureur                    | Pos                    |
| 1                      | Jon Agirre (ESP)           |                        |
| 2                      | Sergio Araiz (ESP)         |                        |
| 3                      | Iván Cobo (ESP)            |                        |
| 4                      | Carlos García Pierna (ESP) |                        |
| 5                      | Daniel Méndez (COL)        |                        |
| 6                      | Iván Moreno (ESP)          |                        |

| Équipe continentale Groupama-FDJ CGF | Équipe continentale Groupama-FDJ CGF | Équipe continentale Groupama-FDJ CGF |
| ------------------------------------ | ------------------------------------ | ------------------------------------ |
| Num                                  | Coureur                              | Pos                                  |
| 11                                   | Romain Grégoire (FRA)                |                                      |
| 12                                   | Lorenzo Germani (ITA)                |                                      |
| 13                                   | Finlay Pickering (GBR)               |                                      |
| 14                                   | Laurence Pithie (NZL)                |                                      |
| 15                                   | Reuben Thompson (NZL)                |                                      |
| 16                                   | Samuel Watson (GBR)                  |                                      |

| Hagens Berman Axeon HBA | Hagens Berman Axeon HBA | Hagens Berman Axeon HBA |
| ----------------------- | ----------------------- | ----------------------- |
| Num                     | Coureur                 | Pos                     |
| 21                      | Leo Hayter (GBR)        |                         |
| 22                      | Kasper Andersen (DEN)   |                         |
| 23                      | Dries De Pooter (BEL)   |                         |
| 24                      | Michael Garrison (USA)  |                         |
| 25                      | Joseph Laverick (GBR)   |                         |
| 26                      | Toby Perry (GBR)        |                         |

| Lotto-Soudal Development ___ | Lotto-Soudal Development ___ | Lotto-Soudal Development ___ |
| ---------------------------- | ---------------------------- | ---------------------------- |
| Num                          | Coureur                      | Pos                          |
| 31                           | Lennert Van Eetvelt (BEL)    |                              |
| 32                           | Ramses Debruyne (BEL)        |                              |
| 33                           | Gianluca Pollefliet (BEL)    |                              |
| 34                           | Alec Segaert (BEL)           |                              |
| 35                           | Luca Van Boven (BEL)         |                              |
| 36                           | Aaron Van der Beken (BEL)    |                              |

| Team BridgeLane BLN | Team BridgeLane BLN | Team BridgeLane BLN |
| ------------------- | ------------------- | ------------------- |
| Num                 | Coureur             | Pos                 |
| 41                  | Dylan George (AUS)  |                     |

| Equipo Kern Pharma EKP | Equipo Kern Pharma EKP     | Equipo Kern Pharma EKP |
| ---------------------- | -------------------------- | ---------------------- |
| Num                    | Coureur                    | Pos                    |
| 1                      | Jon Agirre (ESP)           |                        |
| 2                      | Sergio Araiz (ESP)         |                        |
| 3                      | Iván Cobo (ESP)            |                        |
| 4                      | Carlos García Pierna (ESP) |                        |
| 5                      | Daniel Méndez (COL)        |                        |
| 6                      | Iván Moreno (ESP)          |                        |

| Équipe continentale Groupama-FDJ CGF | Équipe continentale Groupama-FDJ CGF | Équipe continentale Groupama-FDJ CGF |
| ------------------------------------ | ------------------------------------ | ------------------------------------ |
| Num                                  | Coureur                              | Pos                                  |
| 11                                   | Romain Grégoire (FRA)                |                                      |
| 12                                   | Lorenzo Germani (ITA)                |                                      |
| 13                                   | Finlay Pickering (GBR)               |                                      |
| 14                                   | Laurence Pithie (NZL)                |                                      |
| 15                                   | Reuben Thompson (NZL)                |                                      |
| 16                                   | Samuel Watson (GBR)                  |                                      |

| Hagens Berman Axeon HBA | Hagens Berman Axeon HBA | Hagens Berman Axeon HBA |
| ----------------------- | ----------------------- | ----------------------- |
| Num                     | Coureur                 | Pos                     |
| 21                      | Leo Hayter (GBR)        |                         |
| 22                      | Kasper Andersen (DEN)   |                         |
| 23                      | Dries De Pooter (BEL)   |                         |
| 24                      | Michael Garrison (USA)  |                         |
| 25                      | Joseph Laverick (GBR)   |                         |
| 26                      | Toby Perry (GBR)        |                         |

| Lotto-Soudal Development ___ | Lotto-Soudal Development ___ | Lotto-Soudal Development ___ |
| ---------------------------- | ---------------------------- | ---------------------------- |
| Num                          | Coureur                      | Pos                          |
| 31                           | Lennert Van Eetvelt (BEL)    |                              |
| 32                           | Ramses Debruyne (BEL)        |                              |
| 33                           | Gianluca Pollefliet (BEL)    |                              |
| 34                           | Alec Segaert (BEL)           |                              |
| 35                           | Luca Van Boven (BEL)         |                              |
| 36                           | Aaron Van der Beken (BEL)    |                              |

| Team BridgeLane BLN | Team BridgeLane BLN | Team BridgeLane BLN |
| ------------------- | ------------------- | ------------------- |
| Num                 | Coureur             | Pos                 |
| 41                  | Dylan George (AUS)  |                     |